# هيرناندو بويتراجو
هيرناندو بويتراجو (بالإسبانية: Hernando Buitrago)‏ هو لاعب كرة قدم وحكم كرة قدم كولومبي، ولد في 11 مايو 1970 في بوغوتا في كولومبيا.